# Maguelone (Hérault)
Pour les articles homonymes, voir Maguelone.
Maguelone (Magalona en occitan) est un lieu-dit appartenant à la commune de Villeneuve-lès-Maguelone (Hérault). C'est une ancienne île volcanique connectée actuellement au continent par des cordons littoraux. Le site est notamment occupé par la cathédrale Saint-Pierre-et-Saint-Paul  ainsi que par un établissement et service d'accompagnement par le travail.

## Histoire
Lieu d'origine gauloise, des vestiges romains et étrusques ont été mis au jour lors des fouilles. Ce fut une ancienne cité occupée par les Wisigoths à partir du Ve siècle. En raison de sa position sur un cordon sableux facile à défendre, entre une lagune et la mer, l'île devint le siège d'un évêché qui fut ruiné par les Francs en 737. La ville actuelle de Villeneuve-lès-Maguelone a débuté à la même époque sur le continent.
Les évêques se réfugièrent sur le site de Substantion qui a aujourd’hui disparu. Maguelone fut relevée par l’évêque Arnaud (1030-1060). En 1172, le comté de Melgueil passa aux mains de la maison de Toulouse. Le privilège de frappe de monnaie (appelée sou melgorien) appartenait aux comtes de Melgueil qui, ruinés, cédèrent leurs droits au pape Innocent III, qui les inféoda à l’évêque Guillaume III d’Autignac (1204-1216) le 14 avril 1215. Dès lors, le comté de Melgueil fut aux mains des évêques de Maguelone. Ces évêques durent faire face à la montée de la maison d’Aragon qui venait d’entrer en possession de Montpellier. À partir de 1293, Philippe le Bel installa un atelier à Sommières, qui sera déplacé à Montpellier en 1356. Le siège épiscopal sera transféré en 1536 à Montpellier.
En 1365, lors de la première guerre civile de Castille, la ville, alors possession de l'Aragon est prise par Guillaume Boitel et Bertrand Du Guesclin.
La cathédrale Saint-Pierre-et-Saint-Paul, de style roman, fortifiée, est classée Monument historique. Le site abrite actuellement un établissement et service d'accompagnement par le travail.
Selon la Légende de la Belle Maguelonne datant du Moyen Âge et qui raconte les aventures et les amours de Pierre de Provence, fils du comte de Provence, et de Maguelonne, une princesse napolitaine, cette dernière aurait donné son nom à l'ancienne île, où elle aurait fait construire la cathédrale, nommée alors Saint-Pierre, en mémoire de son mari qu'elle pensait alors disparu. Selon Frédéric Mistral la légende renverrait à une supposée conjonction septennale des planètes Vénus et Saturne, Magalona  en occitan, étant l'un des noms de la planète Vénus.
Le 25 octobre 1809 se déroula au large la bataille de Maguelone.
En 1852, Maguelone est acheté par une famille riche de la région, la famille Fabrège. C'est sous leurs ordres que l'île de Maguelone devient une presqu'île pour célébrer la réconciliation de la cathédrale.
En 1943 la presqu'île est occupée par les Allemands afin de surveiller un éventuel débarquement sur les plages du Languedoc. D'après le témoignages de certains locaux villeneuvois et palavasiens ayant vécu la guerre, les Allemands s'amusaient à tirer sur la cloche de la cathédrale.

## Géologie
L'île s'est formée par une éruption surtseyenne entre −3,8 Ma et 5 Ma (pliocène).

## Galerie

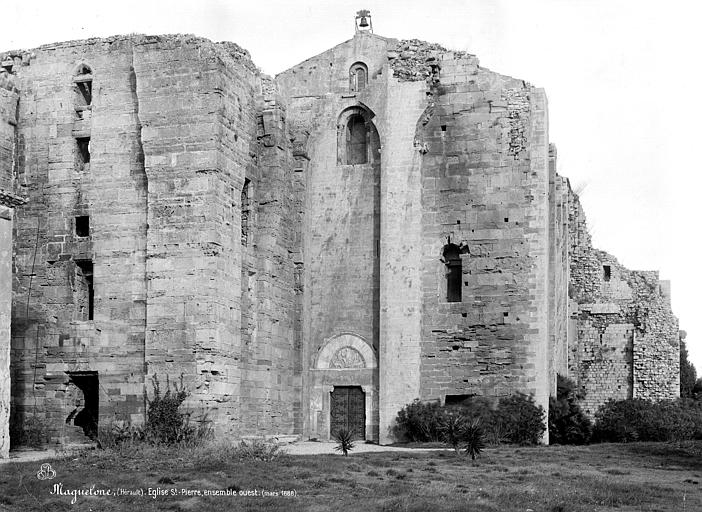
Façade ouest de la cathédrale Saint-Pierre-et-Saint-Paul de Maguelone par Séraphin-Médéric Mieusement (mars 1888).
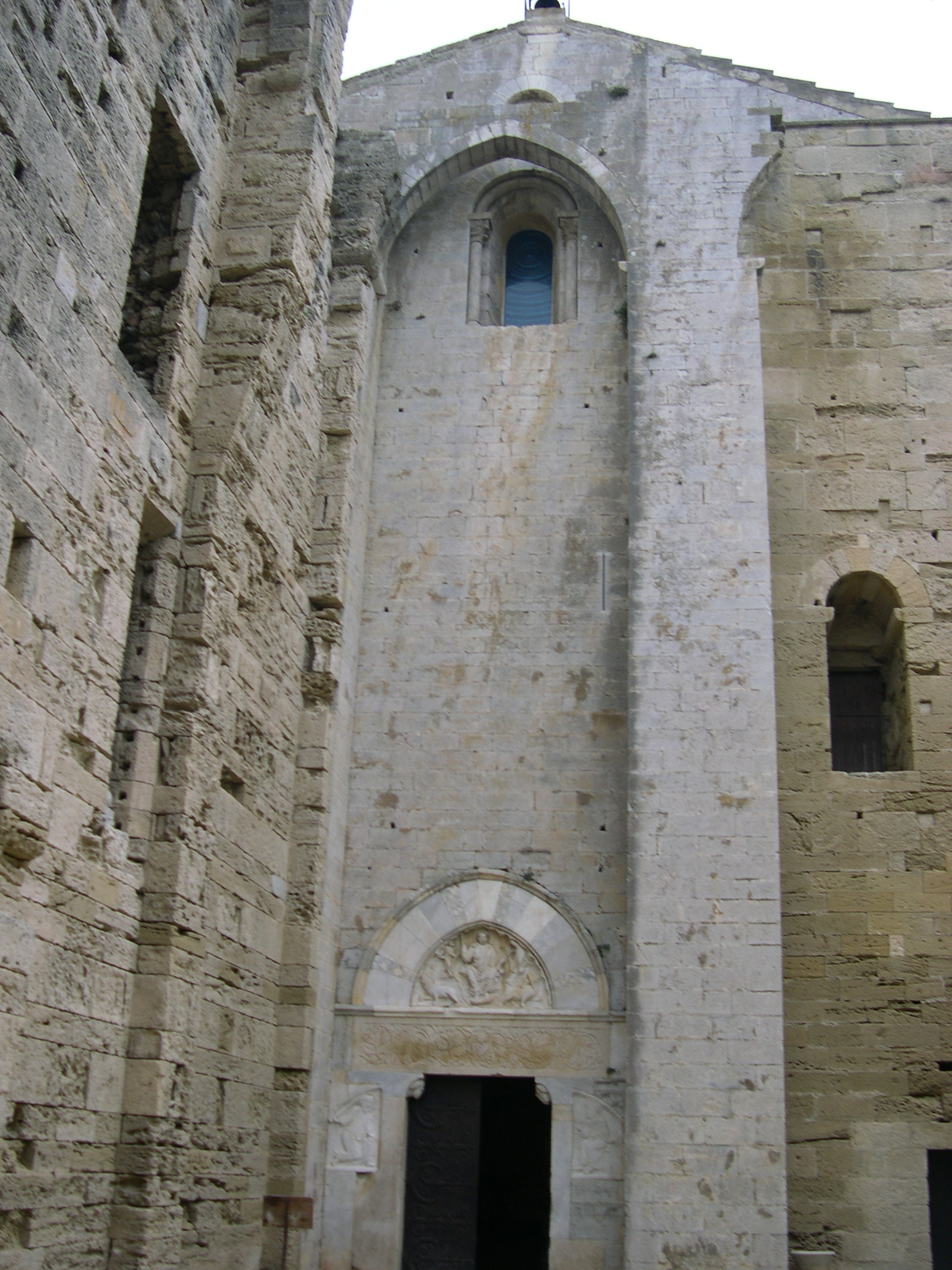
Façade occidentale et portail de la cathédrale Saint-Pierre de Maguelone.
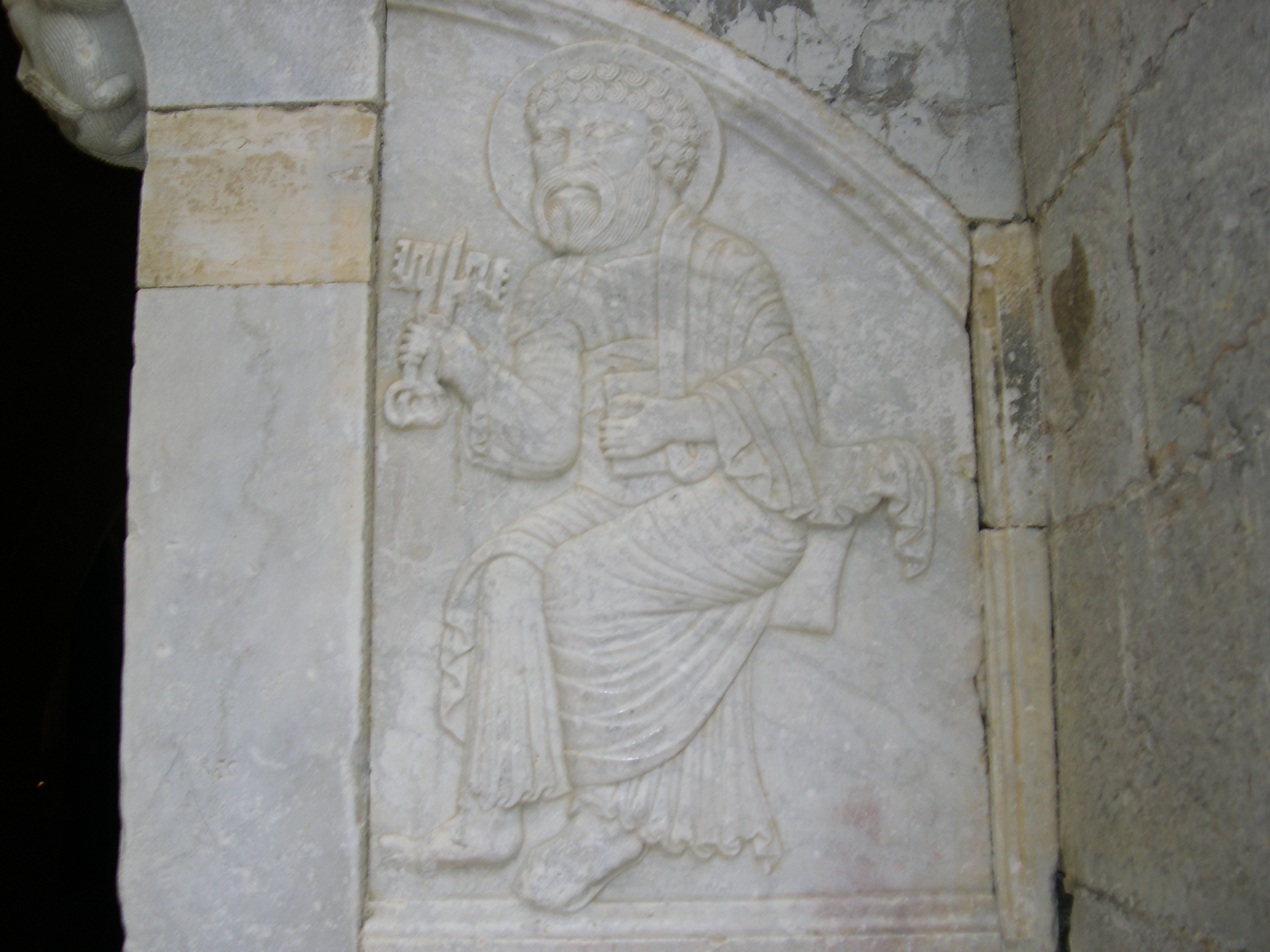
Relief de saint Pierre (côté droit du portail).
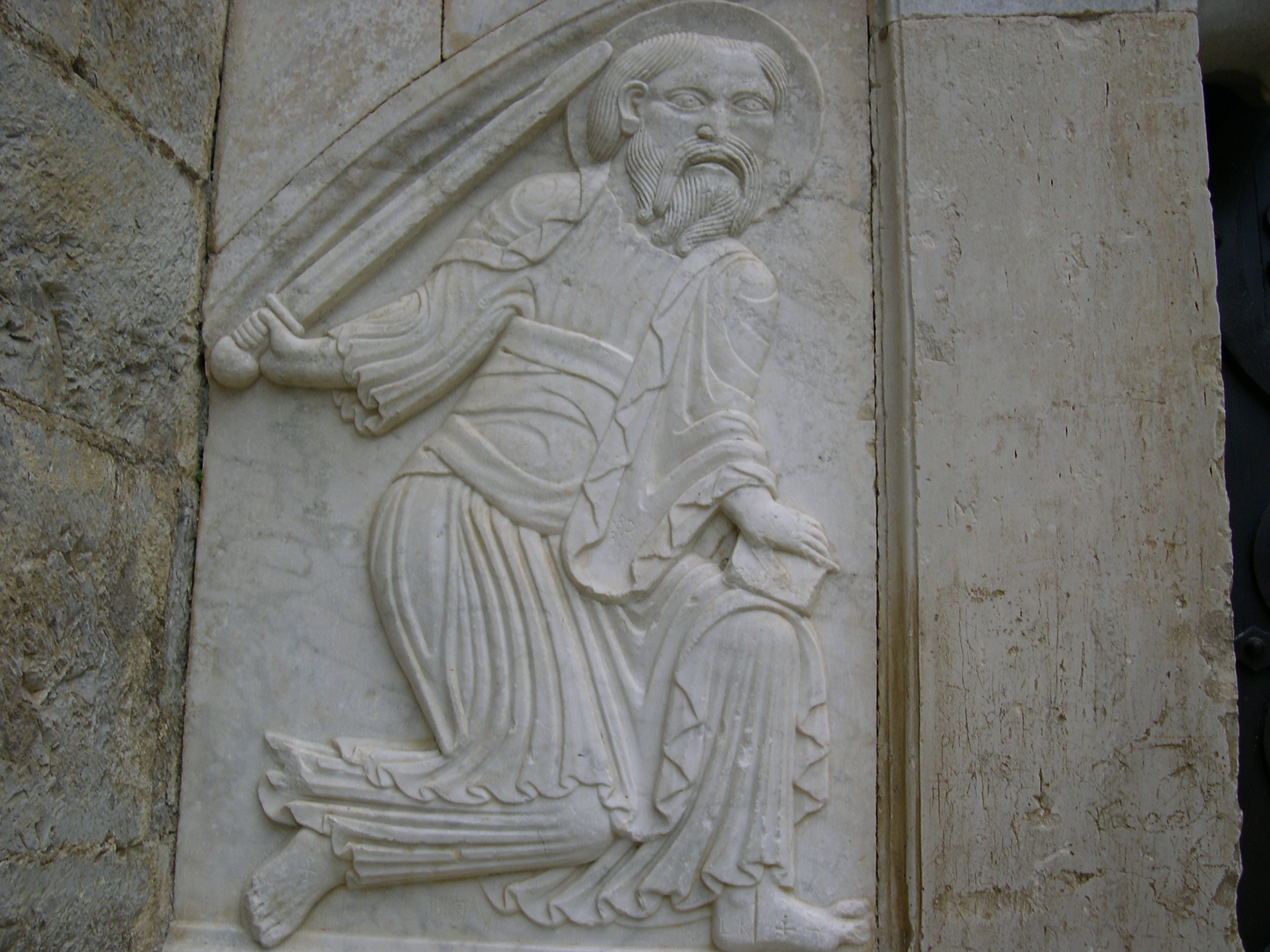
Relief de saint Paul (côté gauche du portail).